# Eli Hacmon
Eli Hacmon (22 april 1976) is een Israëlisch voormalig voetbalscheidsrechter. Hij was in dienst van FIFA en UEFA tussen 2010 en 2014. Ook leidde hij tot 2021 wedstrijden in de Ligat Ha'Al.
Op 1 juli 2010 debuteerde Hacmon in Europees verband tijdens een wedstrijd tussen Dinamo Tbilisi en Flora Tallinn in de voorronde van de UEFA Europa League; het eindigde in 2–1 en de Israëlische leidsman gaf zeven gele kaarten. Zijn eerste interland floot hij op 14 november 2012, toen Rusland met 6–0 won van Andorra door doelpunten van Alan Dzagojev (tweemaal), Sergej Ignasjevitsj, Roman Pavljoetsjenko, Denis Gloesjakov en Dinijar Biljaletdinov. Tijdens dit duel gaf Hacmon vijf gele kaarten.

## Interlands
| Datum           | Plaats            | Wedstrijd             | Uitslag | Competitie           | Kreeg geel | Kreeg voor de tweede keer geel en dus rood | Weggestuurd |
| --------------- | ----------------- | --------------------- | ------- | -------------------- | ---------- | ------------------------------------------ | ----------- |
| 11 oktober 2011 | Moskou, Rusland   | Rusland – Andorra     | 6 – 0   | EK 2012 kwalificatie | 5          | 0                                          | 0           |
| 7 juni 2013     | Helsinki, Finland | Finland – Wit-Rusland | 1 – 0   | WK 2014 kwalificatie | 3          | 1                                          | 0           |